# Egg shaker

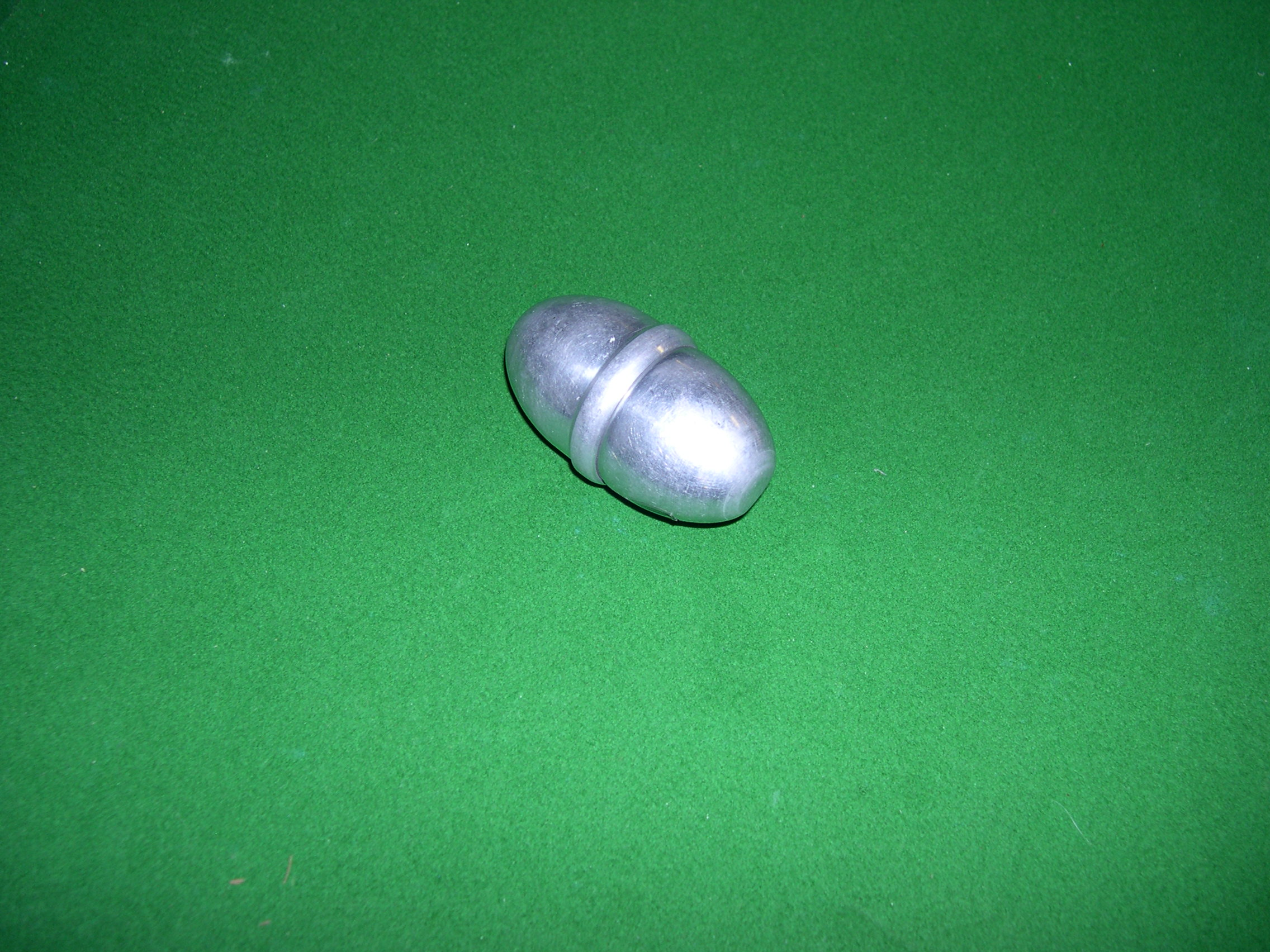
Egg shaker típico

Un egg shaker o ganzá es un instrumento de pequeña percusión, idiófono, que emite sonido al ser sacudido. Funcionalmente  es muy similar a un maraca. Típicamente el cuerpo del instrumento es un ovoide, similar en apariencia a un pequeño huevo, de ahí su nombre, que en inglés significa literalmente "huevo sacudidor". Está lleno de diminutos objetos sueltos, como semillas o cuentas, los cuales crean el sonido de percusión cuando colisionan con las paredes interiores del instrumento. El egg shaker es un instrumento latinoamericano (muy posiblemente de origen brasileño y utilizado mayoritariamente por música brasileña), barato de comprar y relativamente sencillo de tocar.

## Estilos de ejecución
El egg shaker se puede tocar de diversas maneras. Puede ser sacudido de arriba abajo para crear un sonido de percusión rápido, o de lado a lado, lo cual genera un sonido ligeramente diferente. Otro sonido puede darse al sostener el instrumento en la palma de la mano fuertemente, y abriéndola levemente mientras se agita de arriba abajo. Esto hace un sonido muy particular que no es posible realizar con otros instrumentos de percusión.  Se utiliza junto con otros instrumentos como las maracas, pero también en grupos de samba y mariachi que utilizan instrumentos como la batería, piano, saxofón, bajo, violín, vihuela, guitarrón, trompeta, y ocasionalmente guitarra acústica o eléctrica, y la voz. Y con eso te facilitara aprender a tocarlo Shaker

## Construcción
La confección de este instrumento es relativamente sencilla. Suele estar hecho de dos mitades unidas una a la otra, de plástico o metal, que unidas forman un pequeño huevo y contiene semillas o cuentas de metal en su interior.

## Disponibilidad
Los egg shakers suelen fabricarse de diversos colores, y se venden a precios razonablemente bajos, debido a que se suelen hacer de materiales económicos como plásticos y semillas. A menudo se venden en paquetes junto a otros instrumentos de percusión similares como maracas, panderetas, platillos de dedo, etc.
- Datos: Q2553890
- Multimedia: Egg shakers / Q2553890